# APA Wojciechowski Architekci

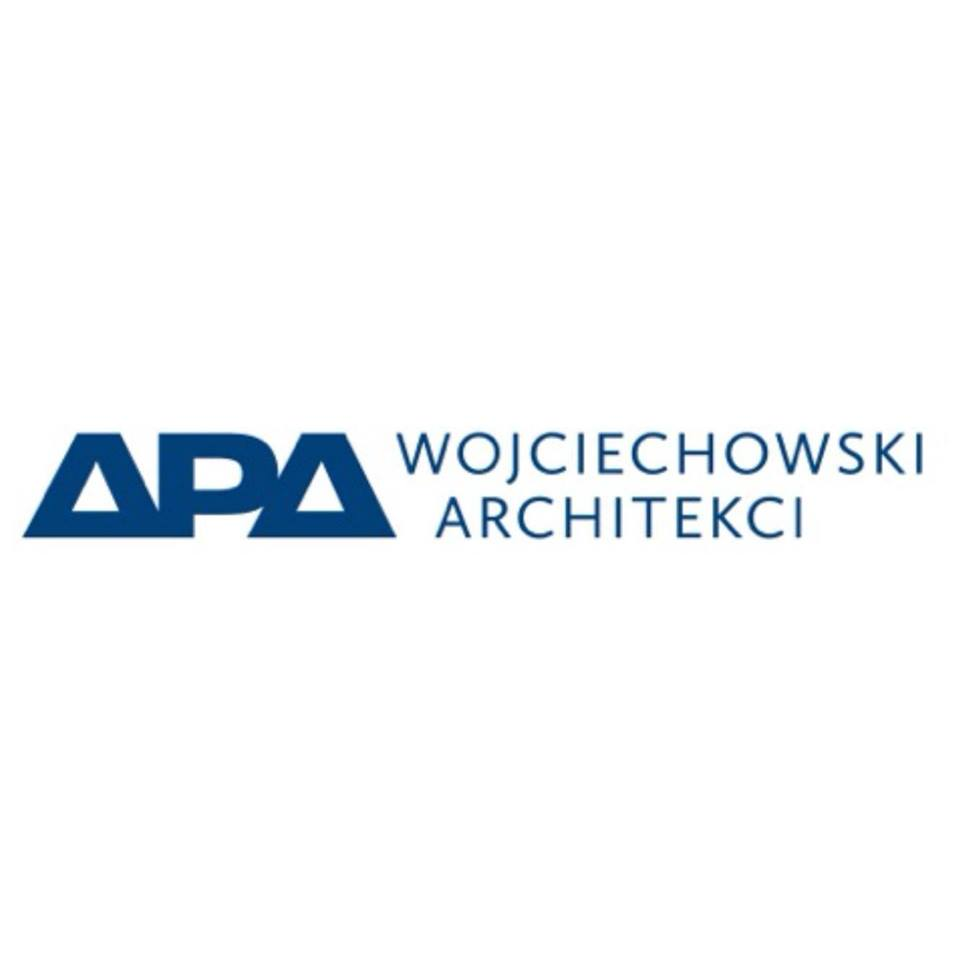

APA Wojciechowski Architekci ist ein polnisches Architekturbüro. Der Sitz des Unternehmens befindet sich in der Ulica Kamionkowska 32 in Warschau. Mit rund 100 Mitarbeitern gehört es zu den größten Architekturunternehmen Polens.

## Geschichte
Autorskie Pracownie Architektury PP (APA) wurde 1982 unter Leitung von Zbigniew Pawelski gegründet. Bis Ende der 1980er Jahre wurden  Wohn- und Industriegebäude sowie kirchliche Gebäude entworfen. 1993 wurde mit der Übergabe des Unternehmens an Andrzej Markowski und Szymon Wojciechowski in APA Markowski Wojciechowski umfirmiert. Im Jahr 1994 wurden vier Mitarbeiter beschäftigt, 1999 waren es bereits 33. Ab dem Jahr 2000 wurde in einem Joint-venture mit dem börsennotierten britischen Architekturunternehmen Aukett unter der Firmierung Aukett + APA Wojciechowski (A+A) operiert. Nachdem Aukett mit Aukett Polska ein Tochterunternehmen gegründet hatte, wurde die vormalige A+A als APA Wojciechowski weitergeführt.

## Bauten
Vorwiegend entwirft APA Wojciechowski gewerbliche Immobilien, darunter (Auswahl):
| Bürogebäude - Alchemia I, II und III, Danzig - Arkońska Business Park, Danzig - Francuska Office Center, Katowice - White Gardens Office Center, Moskau - Radom Office Park, Radom - Equator I II, III und IV, Warschau - Grzbowska Park, Warschau - Park Postępu, Warschau - Reduta Office, Warschau - The Park Warsaw, Warschau - Zentrale der Powszechny Bank Kredytowy, Warschau Hotels - Best Western Hotel, Warschau - Marina Diana, Warschau | Einkaufszentren - Galeria Jurajska, Częstochowa - Galeria Malta, Poznań - Blue City, Warschau - Maximus, Warschau Kinos - Multikino, Danzig - Multikino, Poznań - Multikino Ursynów, Warschau Logistikzentren - Diamond Business Park, Łódź - Diamond Business Park, Piaseczno - Diamond Business Park Ursus, Warschau - Platan Park I und II, Warschau |

Ein herausragendes Projekt ist das Warschauer Bürohochhaus Skyliner.